# Gul
Gul er en farve. Navnet er afledt af grundstoffet guld. Gul er en af de tre grundfarver i subtraktive farvesystemer. I æstetik betragtes gul, som en af de varme farver.

## Symbolik
| Gul |

Solen og dermed lyset symboliseres ved gult. Guld er gult, og guld betragtes som det mest ædle metal, hvormed gul også står for rigdom og pragt, herlighed og hellighed. Den er storsindets, gavmildhedens, intellektets, intuitionens og anelsens farve.
Gul blev i oldtiden tilknyttet galden, der blev forbundet med det koleriske temperament. Farven står for jalousi og utroskab, misundelse (gul af misundelse), falskhed og forræderi. Det er de visnende blades farve og symboliserer derved modenheden. Bedragere og falske vidner skulle i gamle dage som straf bære gule hatte. Svovlgul er vredens og djævelens farve.
Gult kan symbolisere evigheden og forklarelsen.
Det var prostitutionens farve og også et udtryk for homoseksualitet. Ordet 'yellow' (engelsk for gul) er i angelsaksiske lande ensbetydende med fejhed, formentlig stammende fra kyllingers gule farve og talemåden ”Being a chicken (“at være en kylling”) om fejhed.
I Kina var gul den fornemste af alle farver og var i perioder forbeholdt kejseren. Den forbandtes i østens med yang og står for universets centrum. I mayakulturen var gul symbol for verdenshjørnet syd. I islam er den symbol for visdom. Og zuni-indianerne forbandt gul med luften.
I alkymien henviser gul (cintrinitas) til det trin, hvor materien forvandler sig i retning af de vises sten. Solguden Apollons farve er gul, ligeså er gul pavens farve (sammen med hvid). Stjernetegnet tvillingernes farve er gul.
I kristendommen symboliserer gult det evige lys, Guds herlighed og magt. Den står for guddommelighed, visdom og kongelighed.
Judas blev i kunsten afbildet med gul kappe, ligeledes blev jødedommen symboliseret ved den gule farve. Kirken bestemte i 1215, at jøder skulle bære gult mærke på deres dragt. Af Israels tolv stammer symboliseres gult af Simeon.
Solar plexus-chakraet er gult, det står for det emotionelle, de jeg-orienterede følelser.